# Gorodkovia
Gorodkovia là chi thực vật có hoa trong họ Cải.